# Hushang Irani
Pour les articles homonymes, voir Irani (homonymie).
Hushang Irani (en persan خروس جنگی, né en septembre 1925 à Hamadan et mort le 24 septembre 1973 au Koweït) est un poète, traducteur, journaliste et peintre iranien.